# Saltatio Mortis
Saltatio Mortis är ett tyskt medeltidsrockband som grundades 2000. Det är jämte Cultus Ferox det kändaste bandet i sin genre. Bandet blandar traditionella instrument och tongångar med sådana som är typiska för rock och elektronisk musik.
Namnet Saltatio Mortis är latin för ’dödsdans’ och deras ofta använda motto är ”Wer tanzt, stirbt nicht” (”Den som dansar dör ej”).

## Medlemmar
Nuvarande medlemmar
- Alea der Bescheidene (Jörg Roth) – sång, säckpipa, didjeridu, gitarr, irländsk bouzouki, skalmeja (2000–)
- Lasterbalk der Lästerliche (Timo Gleichmann) – trummor, percussion (2000–)
- Falk Irmenfried von Hasen-Mümmelstein (Gunter Kopf) – säckpipa, sång, vevlira, skalmeja (2000–)
- El Silbador (Christian Sparfeldt) – säckpipa, skalmeja, uillean pipe (2006–)
- Bruder Frank (Frank Heim) – basgitarr, Chapman Stick, gitarr (2006–)
- Till Promill (Till Grohe) – guitars (2012–)
- Jean Méchant der Tambour (Jan S. Mischon) – trummor, piano, gitarr, sång (2009–)
- Luzi das L (Robin Biesenbach) – skalmeja, flöjt (2011–)

Tidigare medlemmar
- Dominor der Filigrane (Dominik Pawlat) – gitarr, tysk säckpipa, skalmeja (2000–2009)
- Die Fackel (Holger Becker) – basgitarr, mandola, harpa, tysk säckpipa, skalmeja (2000–2006)
- Ungemach der Missgestimmte (Marc Sattel) – gitarr, säckpipa, skalmeja, percussion, programmering (2000–2006)
- Thoron Trommelfeuer (Kai Rodenberger) – percussion (2000–2009)
- Herr Schmitt (Volker Schick) – trummor, percussion (2004–2007)
- Mik El Angelo (Michael Reinbacher) – gitarr, luta, cister (2006–2009)
- Cordoban der Verspielte (Bastian Brenner) – skalmeja, säckpipa, fiddla, visselpipa, sång (2006–2009)
- Herr Dr. B. Samoel (Michael Kaufmann) – gitarr, irländsk bouzouki (2007–2012)

## Diskografi
Studioalbum
- 2001 – Tavernakel
- 2002 – Das zweite Gesicht
- 2003 – Heptessenz
- 2004 – Erwachen
- 2005 – Manufactum
- 2005 – Des Königs Henker
- 2007 – Aus der Asche
- 2009 – Wer Wind sät ...
- 2010 – 10 Jahre Wild und Frei
- 2010 – Manufactum II
- 2011 – Sturm aufs Paradies
- 2013 – Manufactum III
- 2015 – Zirkus Zeitgeist
- 2018 – Brot und Spiele